# 宇梶静江
宇梶 静江（うかじ しずえ、旧姓：浦川〈うらかわ〉、1933年〈昭和8年〉3月3日 - 、女性）は、日本の詩人、古布絵作家、絵本作家。アイヌ解放運動家である。白老町在住。

## 略歴・人物
1933年（昭和8年）3月3日、 北海道浦河郡浦河町の和人も混住するアイヌ集落に浦川春松の次女（四男二女の3番目）として生まれた。幼少期は非常に貧しく困窮した生活であり、また、和人の子どもたちからの苛酷な差別に苦しんだ。「毛深い」と差別されるため、まつ毛を自ら切ったこともあり、増水した川に落とされそうになったこともあった。自らの出自がアイヌであることに嫌悪感を抱き、アイヌ同士で結婚すると、その子どもは自分と同じようにいじめられるのではないかと心配したこともあったという。
家が貧しかったので中学校には進まず、両親の手伝いをしていたが、20歳で学業を志して札幌市内の私立中学に入学した。3年かけて卒業したのち、アイヌ同胞の上級生に誘われて、1956年（昭和31年）3月、自身がアイヌであることは封印して東京に移った。
その後、27歳で東京生まれで和人の建築家・宇梶順計と結婚し（1997年に死別）、長女の良子と2年後に長男で俳優の剛士を出産した。
日本が高度経済成長で湧くなか詩作を始め、1966年（昭和41年）からは『詩人会議』の同人となって詩を発表した。 1972年（昭和47年）2月8日、朝日新聞「ひととき欄」に「ウタリたちよ手をつなごう」という文章を投稿し、それは大きな反響を呼んだ。
翌1973年（昭和48年）には東京ウタリ会を立ち上げ、創立と同時に会長を務めた。1975年（昭和50年）頃から東京都議会に働きかけ、東京在住のアイヌ民族の生活実態を調査し、その結果、新宿職業安定所にアイヌのための相談員を置くこととなり、初代相談員を務めた。その後、アメリカ合衆国、オーストラリア、ドイツ、ロシアなど海外の先住民とも交流を重ねた。
幼少期から絵を描くことや針仕事が好きだった静江は、60歳代でアイヌの布絵に出会って衝撃を受け、1996年（平成8年）からはアイヌ刺繍を学びなおして古布絵の創作活動を開始した。こうした活動が評価され、2004年（平成16年）にはアイヌ文化奨励賞を受賞、2011年（平成23年）には古布絵作家としての業績が評価されて吉川英治文化賞を受賞した。その間、2005年より、実弟の浦川治造とともに千葉県君津市にて「カムイミンタラ（神々の遊ぶ庭）」を開き、主宰した。
2008年（平成20年）、北海道洞爺湖町で開かれた第34回主要国首脳会議に先立ち北海道内で開催された「先住民族サミット」アイヌモシリ2008に共同代表として参加した。
一方、2007年、周囲の支援者に「アイヌの映画を作って」と呼びかけたことによって映像製作委員会が発足し、2010年（平成22年）にはドキュメンタリー映画「TOKYO アイヌ」（監督・撮影・編集:森谷博）が完成した。
2020年（令和2年）、後藤新平賞受賞。2023年（令和5年）、北海道文化賞受賞。2024（令和6年）、地域文化功労者。

## 親族
長男は俳優の宇梶剛士、実弟はアイヌのエカシ（長老）の浦川治造。

## 著書
- 『アイヌの治造物語―思いはこずえからこずえにつなげて』同成社、2006年5月。ISBN 978-4886213495。
- 『すべてを明日の糧として―今こそ、アイヌの知恵と勇気を』清流出版、2011年6月。ISBN 978-4860293628。
- 『大地よ!　アイヌの母神、宇梶静江自伝』藤原書店、2020年2月。ISBN 978-4865782615。
- 『アイヌ力よ！　次世代へのメッセージ』藤原書店、2022年11月。ISBN 978-4865783681。
- 鮫島純子共著『奇跡の対話　渋沢栄一の孫とアイヌの母神』藤原書店、2022年10月

### 絵本
- 『セミ神さまのお告げ』福音館書店〈日本傑作絵本シリーズ〉、2008年3月。ISBN 978-4834023251。
- 『シマフクロウとサケ』福音館書店〈アイヌのカムイユカラ（神謡）より〉、2020年12月。ISBN 978-4834023251。